# Toni Baur
Anton „Toni“ Baur (* 12. August 1892 in Echternacherbrück; † 31. Oktober 1971 in Wittlich) war ein deutscher Amtsbürgermeister und Landrat.

## Leben
Toni Baur war ein Sohn des am 9. Mai 1927 verstorbenen Dauner Kreissparkassendirektors Baur. Er war Amtsbürgermeister in Kyllburg und seit 1937 im Ruhestand. Am 9. April 1945 wurde er von der amerikanischen Militärregierung zum Landrat des Kreises Daun ernannt. Seine Bestrebung war es, den Druck der Besatzung zu mindern, die erste Beseitigung der durch den Zweiten Weltkrieg verursachten Beschädigungen in Angriff zu nehmen und gleichzeitig Baumaterial für den Wiederaufbau zu beschaffen. Neben den vielfältigen Aufgaben, die es in der Amtsverwaltung zu meistern galt, sorgte er sich u. a. um eine adäquate Versorgung der Lebensmittelversorgung für die Bevölkerung. Im September 1945 wurde er von der französischen Militärregierung wieder abgelöst.